# Sarsia polyocellata
Sarsia polyocellata är en nässeldjursart som beskrevs av Uchida 1927. Sarsia polyocellata ingår i släktet Sarsia och familjen Corynidae. Inga underarter finns listade i Catalogue of Life.